# 奧克蘭特設鎮區 (密歇根州)
奧克蘭特設鎮區（英語：Oakland Charter Township）是位於美國密歇根州奧克蘭縣的一個特設鎮區。

## 地方資料
奧克蘭特設鎮區的面積為95.20平方千米，當中陸地面積為94.30平方千米，而水域面積為0.90平方千米。根據2020年美國人口普查的數據，當地共有人口20067人，而人口密度為每平方千米210.79人。